# 極北鮭
極北鮭，俗名大白魚，為輻鰭魚綱鮭形目鮭科的其中一種。本魚被中國列入中國國家重點保護野生動物名錄中第二級的保護物種。

## 分布
本魚分布於北冰洋諸水系，自北美洲加拿大馬更些河直至歐洲西北部的科拉半島之波諾伊河與白海南岸奧涅加河、中國新疆維吾爾族自治區的額爾齊斯河、布爾津河等均有分佈。

## 特徵
本魚體延長，側扁，尾柄較短。頭尖、口大、端位，下頜略長於上頜。眼上側位，眼間隔寬平，眼前緣具脂眼瞼。鰓蓋膜不連頰部，假鰓退化，鰓耙長約鰓絲長的2/3。體被圓鱗，側線中位，較平直。胸鰭低位，腹鰭起點稍後於背鰭起點。尾鰭叉形，脂鰭較小，全體背部灰色，腹側為銀白色。背鰭軟條11至19枚、臀鰭軟條14至19。體長可達150公分。

## 生態
本魚在其棲息分布區內，由於受地形條件限制，形成在生態上有較大差異的兩個生態型：
- 河川型：終生生活在河川，上游段高齡魚較多，低齡魚大都聚集於下游段。
- 半洄游型(降河口型)：冰封期在河口處越冬，解凍時才進江河，中國所分布的則屬後者。

於秋季溯河進行生殖洄游，產卵盛期為9至10月。產卵量為13至42萬顆。卵呈黃色或淺黃色，產於無雜草，水流緩慢，水深3至4公尺，底多礫石的河床上，孵化後的仔魚及順流而下，在河的中下游成長。以水生的昆蟲幼生與浮游性甲殼動物為食。

## 經濟利用
本魚為新疆維吾爾族自治區額爾齊斯河的名貴魚類，含脂量高，肉味鮮美，為人們所嗜食。每年6至9月為捕撈季節。

## 資源現況
1960年代初由於過度捕撈此魚，其後產量逐漸下降，1980年代，極其罕見，幾乎瀕臨絕跡。導致這種局面有兩個原因：其一額爾濟斯河近年一直處於枯水年，水量少，特別是產卵的秋季；二是哈薩克農業灌溉水源，在額爾齊斯河中下游開出一條引水渠，造成流入鄂畢河的水源減少，阻止魚群溯河產卵。